# Edward Upward

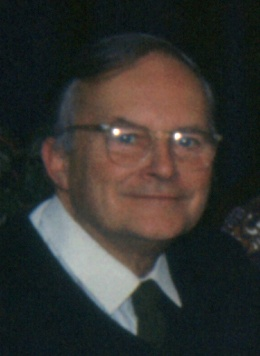
Edward Upward (ca. 1972)

Edward Upward (* 9. September 1903 in Romford, Essex; † 13. Februar 2009 in Pontefract, West Yorkshire) war ein britischer Schriftsteller.

## Leben
Upward besuchte die Schule in Repton, wo er Christopher Isherwood kennenlernte. Während des Studiums am Corpus Christi College der Universität Cambridge erhielt er 1924 die Chancellor’s Medal for English Verse. Mit seinen Mitstudenten Isherwood, W. H. Auden und Stephen Spender bildete er einen literarischen Zirkel. Nach dem Studienabschluss arbeitete Upward als Lehrer, seit 1932 an der unabhängigen Alleyn’s School in London. In diesem Jahr schloss er sich auch als Anhänger der Sozialistischen Internationale der Communist Party of Great Britain an, verließ sie aber 1948 wieder, als er ihre revolutionären Ideale verraten sah.
1938 veröffentlichte Upward seinen ersten Roman Journey to the Border, in dem er in poetischer Prosa die Auflehnung eines Privatlehrers gegen seinen Arbeitgeber und die Welt der 30er Jahre schildert. Die Hauptperson gelangt zu der Erkenntnis, dass nur ihr Anschluss an die Arbeiterbewegung das Dilemma lösen kann. 1994 veröffentlichte Upward eine überarbeitete Fassung des Romans, die 2005 ins Deutsche übersetzt wurde (Reise an die Grenze, übersetzt von Karin Rausch, mit einer Einleitung von Stephen Spender und einem Nachwort von Elfriede Jelinek; Frankfurt am Main: Suhrkamp 2005, ISBN 3-518-22390-9).
In den 60er und 70er Jahren veröffentlichte Upward die autobiografisch angehauchte Roman-Trilogie The Spiral Ascent. 1961 war er in den Ruhestand getreten und nach Sandown auf der Isle of Wight gezogen. Er engagierte sich gegen das nukleare Wettrüsten. Im Alter schrieb er zahlreiche Kurzgeschichten.
2005 erhielt Upward die Benson Medal der Royal Society of Literature.

## Sekundärliteratur
- Benjamin Kohlman: Edward Upward and Left-wing Literary Culture in Britain. Ashgate, Burlington VT 2013, ISBN 978-1-4094-5061-0.
- Benjamin Kohlman: Edward Upward, W.H. Auden, and the Rhetorical Victories of Communism. In: Modernism/Modernity 20:2, 2013, S. 287–306, ISBN 978-0-945636-90-8.
- Patrick Quinn: At the Frontier: Edward Upward's Journey to the Border. In: Patrick Quinn (Hrsg.): Recharting the Thirties. Susquehanna University Press, Selinsgrove PA 1996. S. 233–246.
- Robert Sullivan: Edward Upward. In: Jay Parini (Hrsh): British Writers, Supplementband 13. Gale, Detroit 2008.
- Alan Walker: Edward Upward: A Bibliography 1920-2000. Mit einem Vorwort von Frank Kermode. Enitharmon Press, London 2000, ISBN 978-1-900564-32-8.
- Peter Stansky: Edward Upward : art and life, London : Enitharmon Press, 2016, ISBN 978-1-910392-84-3